# Tour d'Émilie féminin 2022
La 9e édition du Tour d'Émilie féminin a eu lieu le 1er octobre 2022. Elle fait partie du calendrier UCI en catégorie 1.Pro. Elle est remportée par l'Italienne Elisa Longo Borghini.

## Parcours
Comme pour les éditions précédentes, le parcours est parfaitement plat autour de Bologne à l'exception de la montée finale vers le Sanctuaire Madonna di San Luca dont la difficulté est comparable ou supérieure au mur de Huy.

### Équipes
| UCI Women's WorldTeams (7)- Team BikeExchange-Jayco - EF Education-TIBCO-SVB - FDJ-Suez - Movistar Team - Roland Cogeas-Edelweiss Squad - Trek-Segafredo - UAE Team ADQ Équipes féminines continentales (12)- Aromitalia-Basso Bikes-Vaiano - Bepink - Born to Win-G20-Ambedo - BTC City Ljubljana-Scott - Ceratizit-WNT Pro Cycling - Isolmant-Premac-Vittoria - Team Mendelspeck - Parkhotel Valkenburg - Plantur-Pura - Servetto-Makhymo-Beltrami TSA - Top Girls Fassa Bortolo - Valcar-Travel & Service Équipes nationales (2)- France - Ukraine Équipe amateur- Centre mondial du cyclisme |
| |

## Récit de la course
Les premières attaques sont rapidement reprises. Au bout de cinquante kilomètres Alice Palazzi sort. Matilde Vitillo part en poursuite, mais ne parvient pas à effectuer la jonction. Palazzi est revue à quinze kilomètres de l'arrivée. Tout se décide dans l'ascension du sanctuaire. Elisa Longo Borghini gère son ascension pour s'imposer devant Veronica Ewers.

## Classements

### Classement final
| \| Classement général \| Classement général \| Classement général \| Classement général \| Classement général \| \| Coureuse \| Coureuse \| Pays \| Équipe \| Temps \| \| ------------------ \| -------------------- \| ------------------ \| ----------------------------- \| ------------------ \| \| 1re \| Elisa Longo Borghini \| Italie \| Trek-Segafredo \| 2 h 11 min 53 s \| \| 2e \| Veronica Ewers \| États-Unis \| EF Education-TIBCO-SVB \| + 3 s \| \| 3e \| Sofia Bertizzolo \| Italie \| UAE Team ADQ \| + 8 s \| \| 4e \| Arlenis Sierra \| Cuba \| Movistar Team \| + 9 s \| \| 5e \| Yara Kastelijn \| Pays-Bas \| Plantur-Pura \| + 9 s \| \| 6e \| Marta Cavalli \| Italie \| FDJ-Suez-Futuroscope \| + 14 s \| \| 7e \| Amanda Spratt \| Australie \| Team BikeExchange-Jayco \| + 24 s \| \| 8e \| Rasa Leleivytė \| Lituanie \| Aromitalia-Basso Bikes-Vaiano \| + 31 s \| \| 9e \| Évita Muzic \| France \| FDJ-Suez-Futuroscope \| + 31 s \| \| 10e \| Coralie Demay \| France \| St Michel-Auber 93 \| + 31 s \| |                      |            |                               |                 |
| |                      |            |                               |                 |
| Source : Cycling Quotient |                      |            |                               |                 |
| Classement général |                      |            |                               |                 |
| Coureuse | Coureuse             | Pays       | Équipe                        | Temps           |
| 1re | Elisa Longo Borghini | Italie     | Trek-Segafredo                | 2 h 11 min 53 s |
| 2e | Veronica Ewers       | États-Unis | EF Education-TIBCO-SVB        | + 3 s           |
| 3e | Sofia Bertizzolo     | Italie     | UAE Team ADQ                  | + 8 s           |
| 4e | Arlenis Sierra       | Cuba       | Movistar Team                 | + 9 s           |
| 5e | Yara Kastelijn       | Pays-Bas   | Plantur-Pura                  | + 9 s           |
| 6e | Marta Cavalli        | Italie     | FDJ-Suez-Futuroscope          | + 14 s          |
| 7e | Amanda Spratt        | Australie  | Team BikeExchange-Jayco       | + 24 s          |
| 8e | Rasa Leleivytė       | Lituanie   | Aromitalia-Basso Bikes-Vaiano | + 31 s          |
| 9e | Évita Muzic          | France     | FDJ-Suez-Futuroscope          | + 31 s          |
| 10e | Coralie Demay        | France     | St Michel-Auber 93            | + 31 s          |

### Points UCI
| Position           | 1er | 2e  | 3e  | 4e  | 5e | 6e | 7e | 8e | 9e | 10e | 11e | 12e | 13e | 14e | 15e | 16e à 25e |
| Classement général | 200 | 150 | 125 | 100 | 85 | 70 | 60 | 50 | 40 | 35  | 30  | 25  | 20  | 15  | 10  | 5         |

### Prix
Les prix suivants sont distribués :
| Position | 1er   | 2e    | 3e    | 4e    | 5e    | 6e    | 7e    | 8e    | 9e    | 10e   |
| Prix     | 930 € | 735 € | 505 € | 305 € | 265 € | 240 € | 220 € | 190 € | 165 € | 125 € |

Les coureuses placées de la 11e à la 15e place  gagnent 110 € et celles de la 16e à la 20e place  repartent avec 90 €.